# Berdux
Berdux is een oud Duits pianomerk, thans gevestigd in Hohenpeißenberg in de deelstaat Beieren. De fabriek is opgericht in 1871 in München, waar ze tot 1966 gevestigd was. Tot 1966 werden 25.800 instrumenten vervaardigd. In de periode 1966 tot 1996 was de fabriek in ruste. Vanaf 1996 worden er weer kwaliteitspiano's gemaakt, maar niet meer in München maar in Hohenpeißenberg.
In het begin van de 20e eeuw was er ook een tak van het bedrijf, E.M. Berdux, die piano's maakte in Frankfurt am Main.